# Panixerpass
Der Panixerpass (rätorom. Pass dil Veptgaⓘ) ist ein Gebirgspass in der Schweiz, der Elm im Glarner Sernftal mit Pigniu im Bündner Vorderrheintal verbindet. Auf der Passhöhe (2407 m ü. M.) steht eine Schutzhütte. Etwa zwei Kilometer südlich des Passes liegt (seit 1990) der Stausee Panixersee, etwa einen Kilometer östlich das Häxenseeli (2216 m).

## Geographie und Geschichte
Der Panixerpass bildete einst bis ins 20. Jahrhundert eine wichtige Handels- und Reiseverbindung von Glarus über Graubünden nach Italien. Er ist der niedrigste aller Passübergänge zwischen Glarus und der Surselva. Ausgangsorte für diesen hochalpinen und bei ungünstigem Wetter beschwerlich zu begehenden Weg sind auf Bündner Seite die Dörfer Andiast und Pigniu. Die höheren Partien des alpinen Passweges führen zudem über weichen eozänen Tonschiefer, und der Trail ist bei starkem Regenwetter oft mit Sturzschutt überdeckt; besonders vom Scheitel bis zur Alp Ranasca. Der Fussweg ist zwar auf der Glarner Seite vom Glarner Sernftal bis zu Wallenbrugg nach Wichlen zur Jetzalp besser ausgebaut, aber steiler.
Auf älteren Karten des 17. Jahrhunderts ist der Panixerpass nicht als «bevorzugte» alpine Passroute eingezeichnet; er stand zudem oft in Konkurrenz zum benachbarten Segnespass, der als hochalpiner Fussweg Elm und Flims verbindet. Trotzdem ist der Panixerpass bekannt geworden durch die Überquerung von zahlreichen Personen, Reisenden und Handelsleuten, die eine schnelle und alternative Verbindung zwischen Glarus, den Bündner Pässen und Italien suchten.

### Überquerung durch die russische Armee 1799
Im Zweiten Koalitionskrieg überquerte die russische Armee unter General Suworow nach dem Sieg in der Schlacht im Muotatal am 6. und 7. Oktober 1799 den Panixerpass auf dem Rückzug aus dem Glarnerland nach Graubünden. Die geschwächte Armee erlitt infolge Schnee und Kälte grosse Verluste. Etwa 2000 Soldaten, ebenso viele Lasttiere, kamen ums Leben, und alle 25 mitgeführten Geschütze gingen verloren. Eine Gedenktafel auf der Passhöhe erinnert an das Ereignis.

## Bilder

Jetzalp, Panixerpass, historisches Luftbild von Werner Friedli (1957)
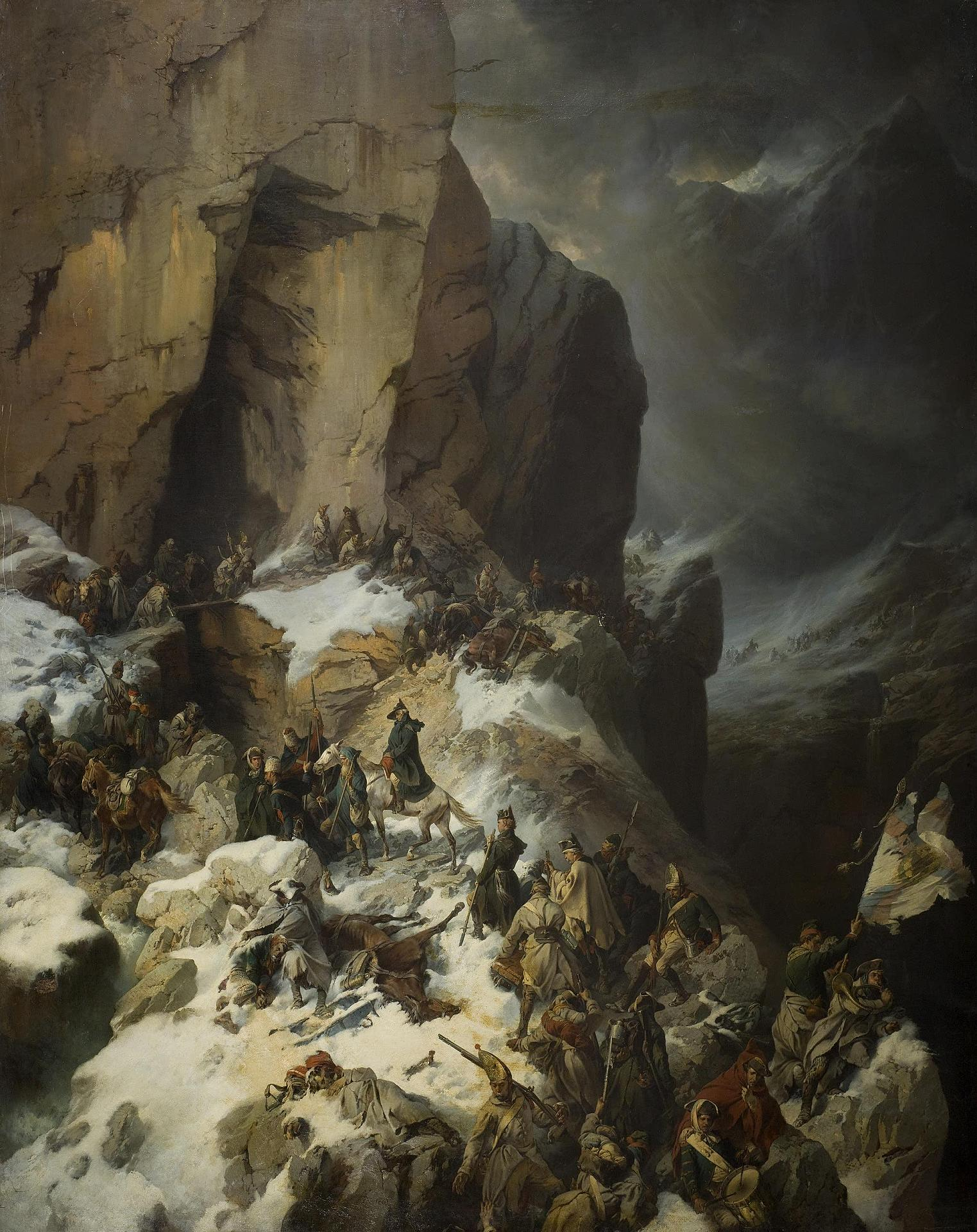
Suworow überquert den Panixerpass. Gemälde von Alexander von Kotzebue
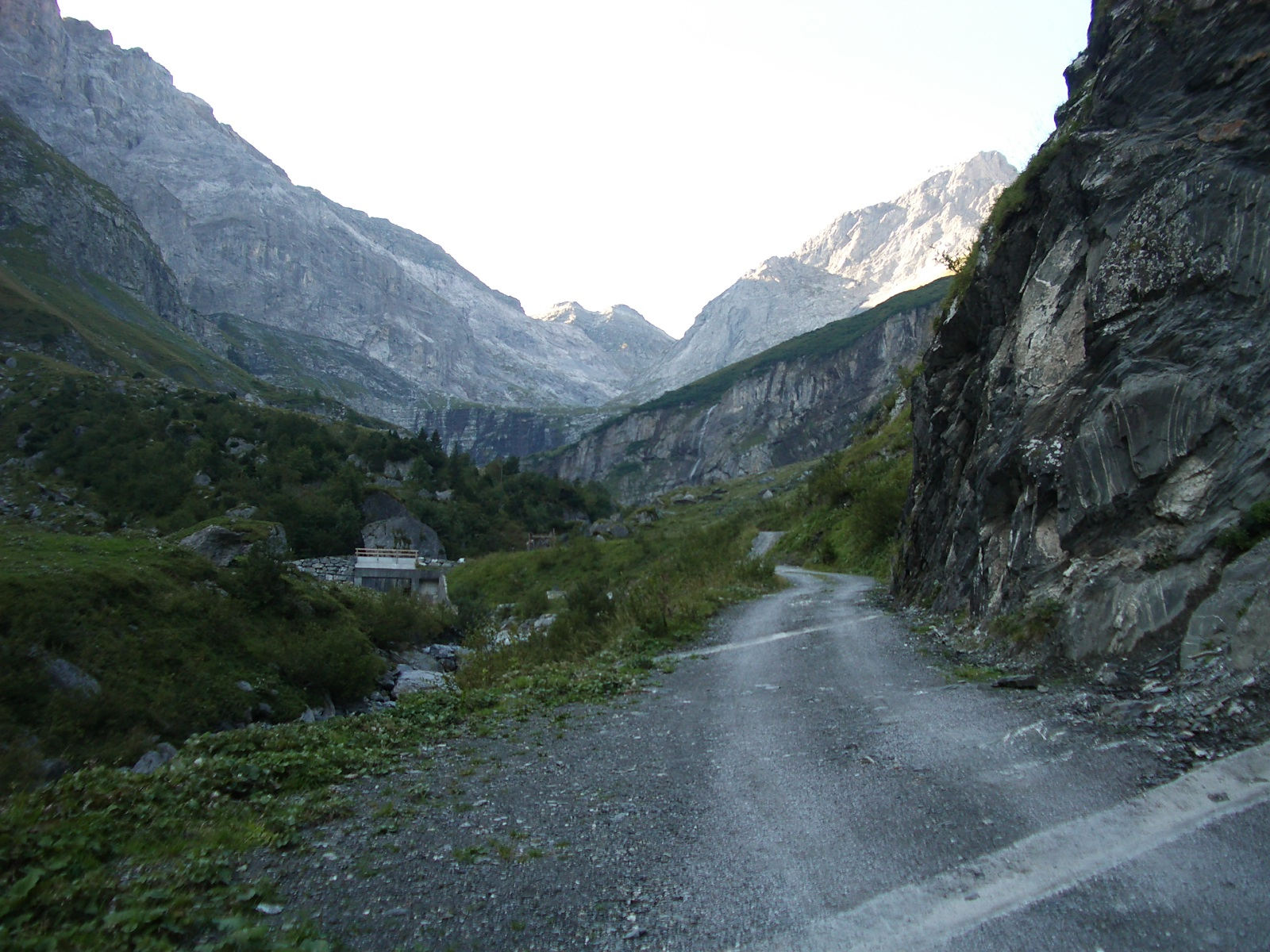
Aufstieg beim Glarner Jetzloch
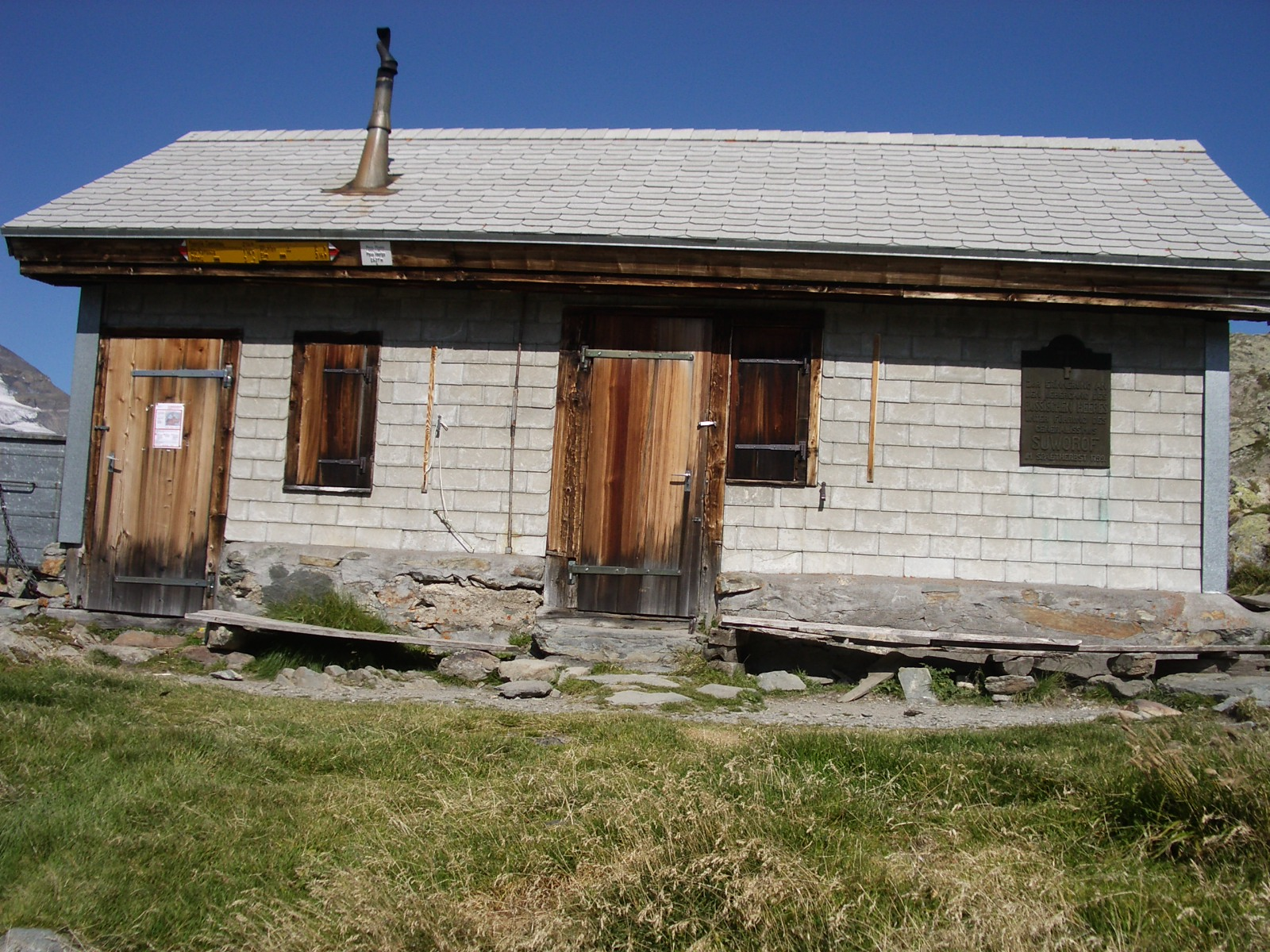
Schutzhütte auf dem Pass
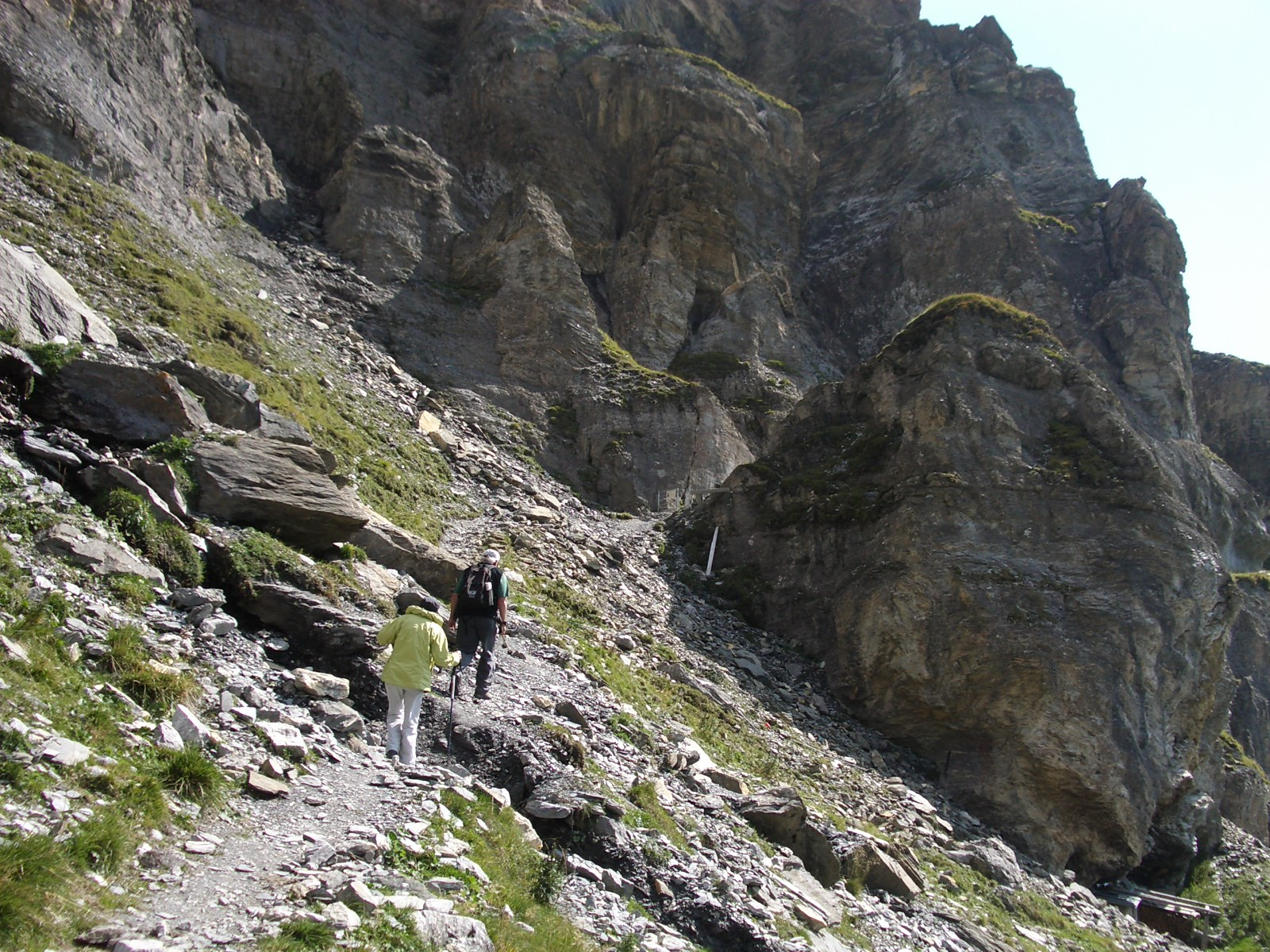
Passweg auf der Bündnerseite
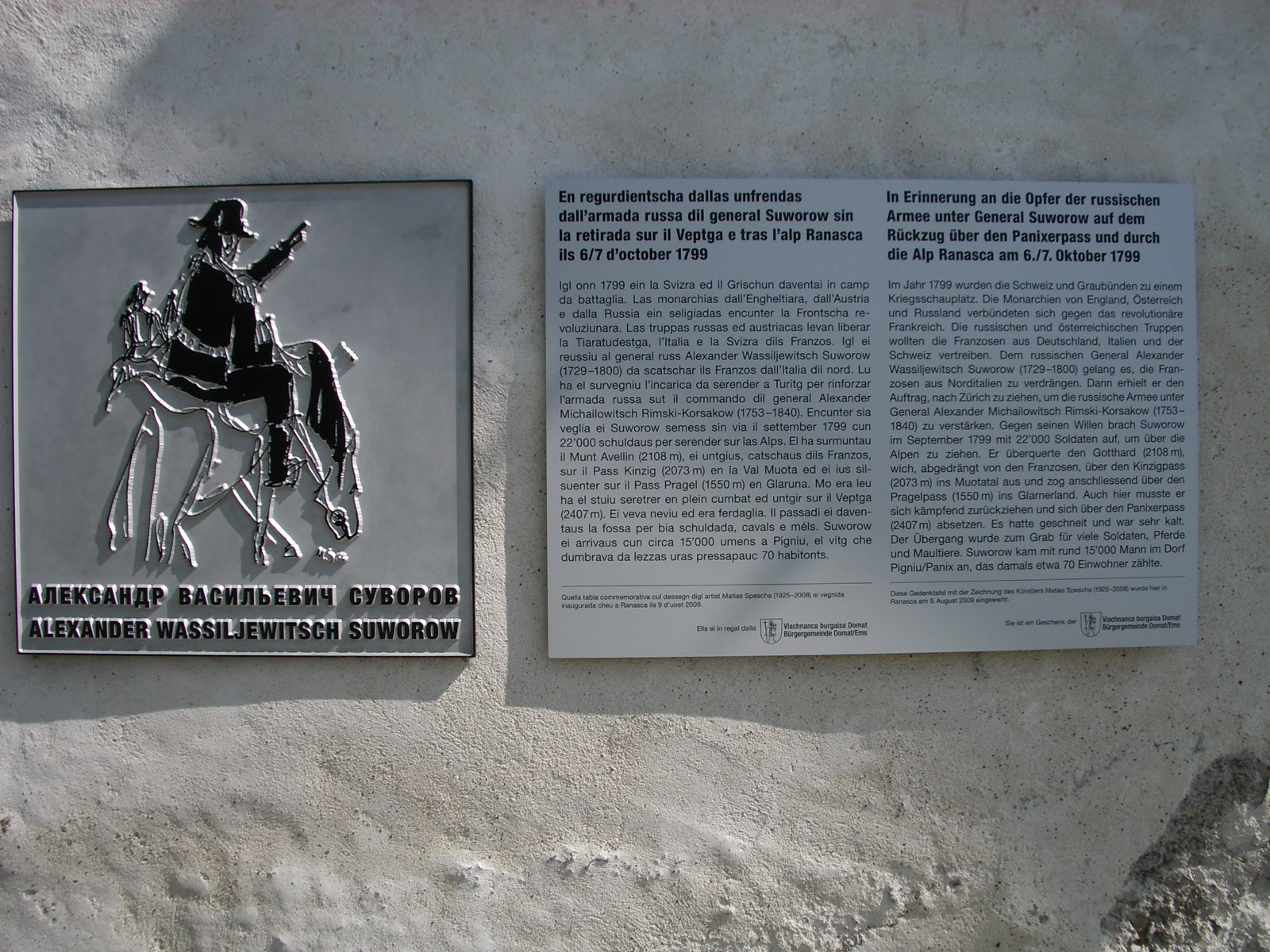
Suworow-Gedenktafel auf Alp Ranasca GR
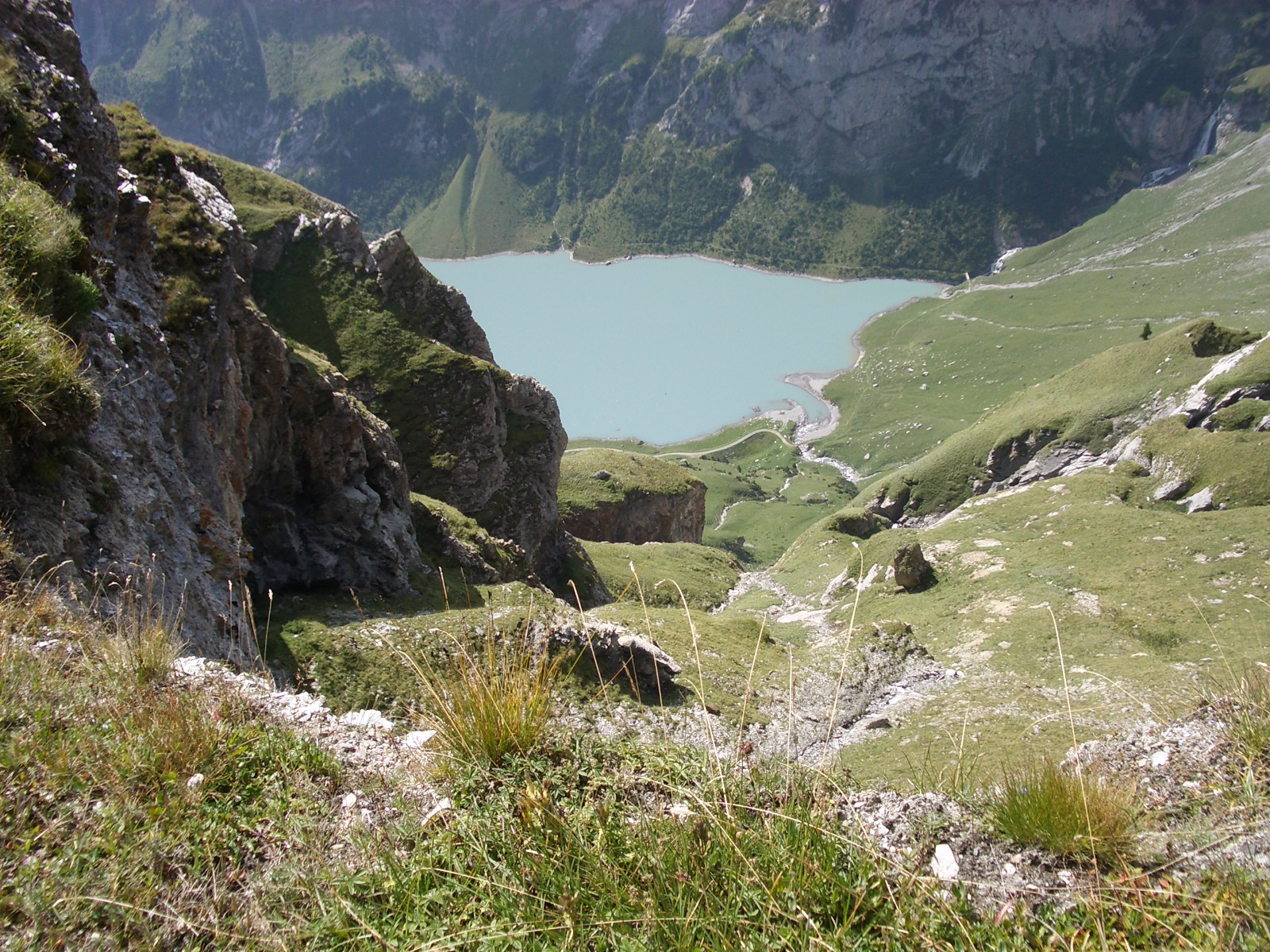
Blick auf den Stausee Lag da Pigniu